# 김연수 (1995년)
김연수(한국 한자: 金演收, 1995년 1월 16일 ~ )는 대한민국의 전 축구 선수이며, 포지션은 공격수였다.

## 클럽 경력
대전 시티즌의 유스팀인 유성중학교, 충남기계공업고등학교 축구부를 모두 걸친 선수이다. 고등학교 졸업 후 대학에 진학하지 않고 바로 프로팀에 입단한 것을 보더라도 팀에서의 기대가 매우 컸던 선수라는 것을 알 수 있다. 하지만 2년 동안 1경기도 출전하지 못하고 그렇게 프로 데뷔는 하지 못한 채 프로 입단 2년만에 팀을 떠나게 되었다.